# Ханмамедов, Гаджи Дадаш оглы
Гаджи Дадаш оглы Ханмамедов (азерб. Hacı Dadaş oğlu Xanməmmədov) — азербайджанский композитор. Заслуженный деятель искусств Азербайджанской ССР (1967), народный артист Азербайджанской ССР (1988). Кавалер «Ордена Славы» (1998).

## Биография
Гаджи Дадашевич Ханмагомедов родился 15 июля 1918 г. в с. Тинит Южнотабасаранского участка Кюринского округа Дагестанской области (ныне с. Тинит Табасаранского района Республики Дагестан) в семье Дадаша и Блазанум Ханмагомедовых.
Гаджи Дадаш оглы Ханмамедов (Ханмагомедов) родился 15 апреля 1918 года в городе Дербент.
В 14 лет переезжает в Баку, где знакомство с видным азербайджанским композитором Узеиром Гаджибековым определяет дальнейшую судьбу Ханмамедова. По ходатайству Гаджибекова Ханмамедов был принят в класс тара Саида Рустамова в рабочий факультет при Азербайджанской государственной консерватории.
В 1934 году Узеир Гаджибеков принимает Ханмамедова в качестве солиста в оркестр народных музыкальных инструментов при Азербайджанском государственном радио. Во время премьеры оперы «Кёроглы» Гаджибекова на сцене Азербайджанского государственного театра оперы и балета, одним из 7 приглашённых таристов был Гаджи Ханмамедов.
В 1941 году был на гастролях в Иране, где также участвовал в оркестре оперы «Кёроглы».
В 1943 году Гаджи Ханмамедов по инициатице Узеира Гаджибекова был принят в отдел «Основы народной музыки» при Азербайджанской государственной консерватории. В годы Великой Отечественной войны Ханмамедов наряду с дирижёрской деятельностью в Азербайджанском государственном театре музыкальной комедии написал ряд песен и маршов, в том числе популярную в то время песню «прекрасная Пери» и «Героическую» для оркестра народных инструментов.
В 1946 году был художественным руководителем Тебризской филармонии.
В 1947 году Ханмамедов продолжает свою учёбу в Азербайджанской государственной консерватории на композиторском факультете, сначала по классу Бориса Зейдмана, а потом переходит в класс своего сверстника, выдающегося композитора Кара Караева.
В 1951 году Ханмамедов стал членом КПСС. В 1952 году окончил Азербайджанскую государственную консерваторию, класс Кара Караева.
С 1952 по 1954 год был художественным руководителем Азербайджанского государственного ансамбля песни и танца. В 1966-68 гг. — директор Азербайджанской государственной филармонии. Продолжал педагогическую деятельность. С 1980 года — доцент.
В 1978 году награждён Почётной грамотой Президиума Верховного Совета Азербайджанской ССР.
В 2002 году удостоен Персональной стипендии Президента Азербайджанской Республики.
Скончалмя Гаджи Ханмамедов 7 апреля 2005 года.

## Сочинения

### Оперетты
- 1961 — Одна минута
- 1971 — Все мужья хороши

### Концерты

#### Для тара и симфонического оркестра
- 1952 — первое произведение подобного жанра, написанное в Азербайджане[1].
- 1966
- 1973
- 1984

#### Для арфы и симфонического оркестра
- 1978

### Симфониетты
- 1956 — Симфониетта для оркестра народных инструментов

### Сюиты
- 1954 — Эскизы Азербайджана
- 1955 — Праздник
- 1958 — Колхоз
- 1980 — Азербайджан